# Cordicollis instabilis
Cordicollis instabilis là một loài bọ cánh cứng trong họ Anthicidae. Loài này được Schmidt miêu tả khoa học năm 1842.